# Mokhtar Belmokhtar
Mokhtar Belmokhtar (arabe : مختار بلمختار), alias Belaouer ou Laouar (« le borgne ») ou encore Khaled Abou al-Abbas, est un djihadiste algérien né le 1er juin 1972 à Ghardaïa, en Algérie et présumé mort le 15 novembre 2016 à al-Qarda al-Shati, près de Sebha, en Libye.
Après un passage en Afghanistan, il combat pendant la Décennie noire dans le sud de l'Algérie au sein du GIA, puis du GSPC. Il est l'un des principaux artisans du ralliement des djihadistes algériens à Al-Qaïda qui aboutit à la formation d'Al-Qaïda au Maghreb islamique (AQMI) en 2007.
Belmokhtar est également le premier chef d'AQMI à s'implanter hors d'Algérie dans les pays du Sahara et du Sahel, et principalement au Mali. En décembre 2012, en conflit avec les autres chefs d'AQMI, il crée son propre mouvement : Les Signataires par le sang, dont la principale action est la prise d'otages d'In Amenas, en Algérie, en janvier 2013. En août 2013, son groupe fusionne avec le MUJAO pour former Al-Mourabitoune dont il est désigné émir en juillet 2015. Il rallie finalement de nouveau Al-Qaïda au Maghreb islamique en décembre 2015.
Depuis le 11 novembre 2003, il fait partie de la liste des organisations et personnes considérées par l'ONU comme proches d'Al-Qaïda ou des talibans, liste instituée dans le cadre de la résolution 1267 de 1999 visant à lutter contre le terrorisme.

## Biographie

### L'Afghanistan
Mokhtar Belmokhtar naît le 1er juin 1972 à Ghardaïa, au sein d'une famille modeste appartenant à la tribu arabe des Châambas. Il est prénommé Mokhtar en hommage à l'un de ses oncles, guillotiné en 1959 pendant la guerre d'Algérie. Il est le cadet d'une fratrie de huit enfants et se fait remarquer très jeune par son assiduité à la mosquée.
Vers ses 17 ans, marqué par la mort d'Abdallah Azzam, il décide de rejoindre les moudjahidines afghans. Il gagne l'Afghanistan en 1991 et suit une formation dans divers camps. Il rencontre notamment Abou Qatada et Abou Mohammed al-Maqdissi. Il combat ensuite au sein du Hezb-e-Islami Gulbuddin dans les environs de Jalalabad et de Kaboul et est grièvement blessé à l'œil gauche par un éclat d'obus, ce qui lui vaudra le surnom de « Belaouar » ou « Laouar », qui signifie « le borgne »,,.

### La guerre civile algérienne
Belmokhtar regagne l'Algérie à la fin de 1992 ou au début de 1993, au moment où le pays est plongé dans la guerre civile, et en juin, il rentre dans sa ville natale. Le sud du pays a jusqu'alors été épargné par les combats, mais Belmokhtar fonde un groupe appelé la katiba As-Shahada, ou Brigade du Martyre, affiliée au Groupe islamique armé (GIA),.
En 1993, quelques mois après son retour, il attaque une patrouille de police près de Ghardaïa ; 13 agents sont tués et leurs armes récupérées. La katiba se finance également en déguisant ses hommes en gendarmes pour opérer des braquages sur les routes, particulièrement contre les convois des compagnies d'hydrocarbures, dont les cargaisons et les véhicules sont ensuite revendus au marché noir. Avec l'argent, les djihadistes se fournissent en armes et en munitions dans plusieurs pays de la région
Surnommé « Mister Marlboro » par les services algériens, Belmokhtar est régulièrement accusé de trafic de cigarettes ou de drogues. Mais pour le journaliste et chercheur mauritanien Lemine Ould Mohamed Salem, la rumeur de trafic de drogues « soutenue par les journaux algériens et par les services secrets algériens » n'est pas prouvée et semble infondée. Belmokhtar a très probablement pratiqué la contrebande de denrées alimentaires et surtout de carburant, revendu dix fois plus cher hors d'Algérie, cependant il a toujours nié tout lien avec le trafic de drogue et d'après des témoignages de responsables politiques ou de contrebandiers locaux, des trafiquants ont été arrêtés et fouettés par ses hommes et leurs cargaisons brûlées,,,. Lemine Ould Mohamed Salem cite notamment une source militaire malienne, qui affirme que « Dès 1994, Belmokhtar se trouvait en relation des contrebandiers maliens dans la localité de Hassi Rzaka, au nord de la ville de Goundam ». Selon un haut fonctionnaire malien : « Comme tout le monde dans le désert, Belmokhtar a bien fait du trafic, mais pas de drogue, ni de cigarettes ». De même pour Marc Mémier, chercheur à l'Institut français des relations internationales (IFRI), il semble que Mokhtar Belmokhtar « n'est pas le grand trafiquant de drogues décrit par certains. L'homme serait avant tout un « islamiste pur et dur » qui considère ces trafics comme « haram » (interdit par l’islam) ». Pour Guillaume Soto-Mayor, spécialiste de la criminalité organisée au Sahel, il n'existe pas de « narco-djihadisme » au Sahel.
Le 5 mai 1995 à Ghardaïa, les djihadistes assassinent cinq coopérants étrangers de la compagnie algérienne Anabib, deux Français, un Britannique, un Canadien et un Tunisien. À la suite de cet attentat, la katiba As-Shahada est transformée en émirat, et Belmokhtar est nommé émir de la région.
Vers fin 1994 ou début 1995, Belmokhtar entre pour la première fois en contact avec Al-Qaïda, alors basée à Khartoum, au Soudan. Ben Laden s'engage à fournir une aide aux djihadistes algériens, à condition que ces derniers adoptent une ligne plus salafiste et que le GIA cesse ses dérives « takfiri », adoptées par Zouabri et Zitouni. En 1998, Ben Laden envoie un émissaire en Algérie, Abou Mohamed al-Yamani, que Mokhtar Belmokhtar accueille personnellement, et le 18 septembre, à la demande d'al-Yamani, la majorité des brigades djihadistes algériennes quittent le GIA pour fonder le Groupe salafiste pour la prédication et le combat (GSPC),.
Au début des années 2000, Belmokhtar s'attelle à obtenir la fusion du GSPC avec Al-Qaïda, notamment via Abou Mohamed al-Yamani. En 2001 ce dernier fait un nouveau voyage en Algérie, au sein des brigades de Belmokhtar, puis d'Abderazak el Para et fait un compte-rendu élogieux des djihadistes algériens. Il se rend à nouveau en Algérie en juillet 2002, rejoint el Para mais il est tué le 12 septembre 2002 près de Batna dans une attaque de l'armée algérienne, alertée par la CIA. Ben Laden soupçonne une trahison et suspend la fusion tandis que Belmokhtar se brouille avec les autres chefs du GSPC. En décembre 2002, celui-ci tombe dans une embuscade de l'armée algérienne près d'In Salah, il parvient à s'échapper mais plusieurs de ses hommes sont tués. Il choisit alors de se réfugier au Mali.

### Le Sahel
Belmokhtar gagne Lerneb, près de la frontière mauritanienne et noue une alliance avec la tribu arabe des Bérabiches en épousant une fille de l'influente famille des Hamaha de la chefferie des Oulad Idriss. Belmokhtar enrichit sa belle-famille et dispose désormais d'une assise locale, il bénéficie d'une protection de la tribu et trouve les moyens de blanchir son argent. Par la suite, d'autres djihadistes suivent son exemple, notamment Nabil Abou Alqama. Le gouvernement malien, qui ne tient pas à s'attirer l'hostilité des djihadistes, ne réagit pas,.
En 2003, les premières prises d'otages d'occidentaux commencent. En février et en mars, 32 touristes, majoritairement Allemands et Autrichiens, sont enlevés par Abderazak el Para, qui pour échapper à l'armée algérienne choisit de se réfugier au Mali. Les otages sont divisés en plusieurs groupes, certains sont délivrés par les militaires algériens, d'autres sont confiés à Mokhtar Belmokhtar. Des négociations sont engagées entre les ravisseurs et deux notables envoyés par le gouvernement malien ; Iyad Ag Ghali et Baba Ould Cheikh. À l'issue des discussions, les otages sont relâchés le 18 août en échange d'une rançon de cinq millions d'euros qui enrichit considérablement les djihadistes et va les pousser à poursuivre ce type d'action.
Le 4 juin 2005, en représailles à une série d'arrestations d'islamistes mauritaniens et en raison de la participation annoncée de l'armée mauritanienne à des manœuvres militaires coordonnées avec l'armée américaine dans le Sahara, Mokhtar Belmokhtar attaque la caserne militaire de Lemgheity, en Mauritanie. 17 soldats mauritaniens sont tués et 35 faits prisonniers, puis relâchés. Le combat de Lemgheity a un certain retentissement du côté des djihadistes. Au nom d'Al-Qaïda, Abou Moussab Al-Zarqaoui, le chef d'Al-Qaïda en Irak, félicite notamment les « moudjahidines maghrébins » pour leur victoire mais surtout celle-ci permet au GSPC de rétablir son rapprochement et Al-Qaïda. En juin 2006, Younous al-Mauritani, jeune mufti très respecté par les djihadistes, se rend en Afghanistan pour transmettre la lettre d'allégeance du GSPC à Al-Qaïda. Elle est acceptée par Ben Laden et le 24 janvier 2007, le GSPC devient officiellement Al-Qaïda au Maghreb islamique (AQMI).
À l'été 2007 cependant, Abdelmalek Droukdel jugeant Belmokhtar trop indépendant, lui retire la charge d'« émir du Sahara » et de chef de la « région IX », qu'il remet à Yahia Djouadi, dit Abou Amar,. Droukdel divise la zone du Sahara en deux ; la première, comprenant le sud-ouest de l'Algérie et le nord du Mali et de la Mauritanie, va à Belmokhtar ; tandis que la seconde, comprenant le nord-est du Mali, le nord du Niger et l'ouest du Tchad, va à Abou Zeïd. Belmokhtar s'oppose à la décision du commandement d'AQMI d'implanter de nouvelles katiba dans le sud et rapidement une forte rivalité l'oppose à Abou Zeïd. Les désaccords avec ce dernier portent notamment sur la stratégie de financement ou sur les modes opératoires.
Le 24 décembre 2007, trois hommes de la katiba de Belmokhtar, la katiba Al-Moulathimin (Les Enturbannés), attaquent un groupe de cinq touristes français et tuent quatre d'entre eux près d'Aleg en Mauritanie,. Cette tuerie entraîne l'annulation du Paris-Dakar 2008.
Le 14 décembre 2008 à l'ouest de Niamey au Niger, un groupe de trois djihadistes menés par Omar Ould Hamaha, l'oncle de l'épouse de Belmokhtar, enlève deux diplomates canadiens, Robert Fowler et Louis Guay. Après négociations, les deux otages sont libérés le 21 avril 2009. Une centaine de djihadistes se rassemblent ce jour-là, mais une violente dispute éclate entre Belmokhtar et Abou Zeïd, le chef de la katiba Tarik Ibn Ziyad, qui refuse de relâcher deux de ses otages, et témoigne de la rivalité qui oppose les deux chefs. L'annonce de la libération de Robert Fowler et Louis Guay est également très mal accueillie par le chef d'AQMI, Abdelmalek Droukdel, qui reproche à Belmokhtar de n'avoir obtenu qu'une rançon de 700 000 euros seulement. Cependant selon le journaliste Serge Daniel, la rançon versée aurait été de trois millions d'euros et Belmokhtar n'en aurait reversé qu'une partie,,,,,,,,.
D'autres prises d'otages suivent. Le 29 novembre 2009 en Mauritanie, la katiba Al-Moulathimin enlève trois travailleurs humanitaires espagnols au nord-ouest de Nouakchott, dont une femme. Cette dernière, qui se convertit à l'islam pendant sa captivité, est relâchée le 10 mars 2010. Les deux autres otages sont libérés le 23 août de la même année en échange d'une rançon de huit millions d'euros,.
Le 7 janvier 2011, la katiba de Belmokhtar tente une nouvelle action à Niamey. Six djihadistes pénètrent en plein cœur de la capitale nigérienne et enlèvent deux jeunes français. Leur véhicule, poursuivi par les forces nigériennes, parvient à gagner le Mali, où il est attaqué par les forces spéciales françaises. À l'issue du combat, les djihadistes sont tués ou dispersés, mais les deux otages français perdent également la vie,.

### La guerre du Mali
En 2012, le nord du Mali est envahi par des groupes djihadistes et rebelles ; Ansar Dine, le MNLA, le MUJAO et AQMI. Cette année-là Belmokhtar est surtout présent à Gao et ses environs. En mars, il part quelques semaines en Libye pour se fournir en armes. En froid avec les chefs d'AQMI, il se rapproche du MUJAO,. Il appelle également à la formation d'un nouveau mouvement : « Al-Qaïda au Sahel Islamique », indépendant d'AQMI,. Cette proposition est cependant rejetée par Droukdel, qui opte pour la formation en lien avec Ansar Dine d'un « Émirat islamique de l’Azawad », dirigé par Iyad Ag Ghali. Ce plan, défendu par Abou Zeïd, emporte l'adhésion de la majorité des chefs djihadistes au cours d'une réunion à Tombouctou le 2 avril 2012.
Le 27 juin 2012, le MNLA et les djihadistes entrent en conflit à Gao. Belmokhtar prend le commandement des forces du MUJAO et d'AQMI et chasse les rebelles touaregs de la ville,,,. Il appelle ensuite à l'apaisement, mais en novembre les combats reprennent près d'Ansongo. Les rebelles indépendantistes sont à nouveau battus et perdent le contrôle de Ménaka le 19 novembre,,.
Cependant en octobre 2012, Abdelmalek Droukdel destitue Belmokhtar du commandement de sa katiba en raison de son comportement jugé trop indépendant et de ses désobéissances,,,. Aussi, en décembre 2012, Belmokhtar annonce sa rupture avec AQMI et la formation d'un nouveau groupe armé ; Les Signataires par le sang,.
En janvier 2013, Belmokhtar organise la Prise d'otages d'In Amenas. Le 16 janvier 2013 au matin, environ 40 hommes de sa katiba Al-Moulathamin, commandés par Mohamed el-Amine Benchenab et Abderrahman el-Nigiri prennent en otage environ 600 algériens — rapidement relâchés — et une centaine d'Occidentaux et d'étrangers dans la base-vie du site d'exploitation gazier d'In Amenas en Algérie. Le 19 janvier, l'armée algérienne donne l'assaut qui se termine par la mort d'au moins 29 djihadistes et 38 otages,,.
Le 2 mars 2013, au cours de la bataille du Tigharghâr, l'armée tchadienne revendique la mort de Mokhtar Belmokhtar,. L'agence Sahara Medias indique cependant que l'annonce de sa mort est démentie par un membre d'AQMI, car selon lui Belmokhtar combattrait dans la région de Gao et non dans l'Adrar des Ifoghas,. Un porte-parole du MNLA conteste également les déclarations tchadiennes et des habitants de Taoubenit, près de In Khalil, affirment avoir aperçu Belmokhtar vivant à la mi-mars. Le 1er avril, à la suite d'un contact avec l'Agence Nouakchott d'Information, l'annonce de la mort de Belmokhtar est démentie par Hamada Ould Mohamed Kheirou, chef du MUJAO, ainsi que par Moghrane, porte-parole de la katiba Al-Mouthalimin (les Enturbannés), des Signataires par le sang.

### La Libye
En 2013, à la suite de l'intervention militaire française, Mokhtar Belmokhtar quitte le Mali pour la Libye. Contrairement à d'autres chefs djihadistes, il s'est opposé à l'offensive de janvier 2013 au sud du Mali et estime qu'affronter directement l'armée française est une erreur,. Selon le journaliste Rémi Carayol, il aurait établi un nouveau sanctuaire dans le sud-ouest de la Libye, au milieu d'un triangle reliant Sebha, Ubari et Mourzouq, et aurait pris une nouvelle épouse. Début 2015 il serait surtout présent dans le nord de la Libye, il aurait notamment été vu à Benghazi. Cependant son groupe reste actif au Mali et dans l'ensemble du Sahel et du Sahara.
En mai 2013, Belmokhtar planifie les attentats d'Agadez et Arlit au Niger selon les déclarations de El-Hassen Ould Khalill, dit Jouleibib, porte-parole des Signataires par le sang, qui déclare également que le mouvement a pris part aux attaques conjointement avec le MUJAO,.
Le 3 juin 2013, la tête de Mokhtar Belmokhtar est mise à prix par les États-Unis pour cinq millions de dollars.
Le 22 août 2013, dans un communiqué signé par Ahmed al-Tilemsi et Mokhtar Belmokhtar, le MUJAO et Les Signataires par le sang annoncent leur fusion en un seul mouvement. Celui-ci prend le nom de Al-Mourabitoune (Les Almoravides).
Belmokhtar perd cependant ses deux principaux lieutenants ; Jouleibib, son gendre et porte-parole, est tué par les forces spéciales françaises à l'ouest de Tessalit la nuit du 13 ou 14 novembre 2013,,. Puis Omar Ould Hamaha meurt à son tour en mars 2014, tué semble-t-il par un bombardement français,. De plus en avril 2014, Abou Bakr Al-Nasr, qui avait été désigné pour prendre la tête d'Al-Mourabitoune, est tué par l'armée française au sud du Timétrine, entre Kidal et Tombouctou,.
Le même mois, Mokhtar Belmokhtar publie un communiqué dans lequel il renouvelle son allégeance à Ayman al-Zaouahiri, émir d'Al-Qaïda, dont l'autorité est mise à mal en Syrie à la suite de la sédition de l'État islamique en Irak et au Levant.
Vers fin 2014 ou début 2015, Belmokhtar aurait rencontré le chef de l'État islamique en Libye. Ce dernier aurait voulu négocier un accord pour autoriser l'EI à entrer au Sahel, mais la proposition aurait été rejetée par Belmokhtar.
En janvier 2015, dans un communiqué qui lui est attribué, Belmokhtar salue les frères Kouachi, auteurs de l'attentat contre Charlie Hebdo : « Par leur détermination, nos frères ont choisi leur cible de façon minutieuse. Ils ont épargné les Français ordinaires, qui étaient pourtant à leur portée. Ils voulaient ainsi dire à l'ennemi et à nos alliés qu'ils étaient porteurs d'un message noble. [...] Ces attaques ne vont pas s'arrêter. Elles vont se poursuivre contre vos intérêts et dans vos lieux de rassemblement jusqu'à ce que vous vous retiriez de nos terres et de nos pays ».
Le 13 mai 2015, dans un communiqué signé de l'émir Adnane Abou Walid al-Sahraoui, Al-Mourabitoune annonce prêter allégeance à l'État islamique,. Cependant l'allégeance n'aurait été faite que par une des deux composantes de ce groupe, celle du MUJAO,. Deux jours plus tard, Mokhtar Belmokhtar dément l'allégeance d'Al-Mourabitoune à l'EI, il déclare que le communiqué d'Al-Sahraoui « n'émane pas du Conseil de la Choura » et renouvelle son allégeance à Ayman al-Zawahiri,.
La nuit du 13 au 14 juin 2015, des F-15 Strike Eagle de l'aviation américaine mènent une frappe contre une cible « liée à al-Qaïda » près d'Agedabia en Libye. Quelques heures plus tard, le gouvernement libyen de Tobrouk affirme que Mokhtar Belmokhtar a été tué par ce raid aérien,,. Mais le 16 juin, Ansar al-Charia affirme que la frappe aérienne a tué sept personnes mais que Mokhtar Belmokhtar ne figure pas parmi ces dernières. Puis le 18 juin, Al-Mourabitoune et Al-Qaïda au Maghreb islamique démentent à leur tour la mort de Belmokhtar,,.
En juillet 2015, Al-Mourabitoune se présente pour la première fois comme étant « Al-Qaïda en Afrique de l'Ouest » et annonce que Mokhtar Belmokhtar est son émir,,.
En août, la branche libyenne de l'État islamique publie un avis de recherche appelant à l'élimination de Mokhtar Belmokhtar. L'État islamique diffuse également une biographie sommaire, qui selon le chercheur Romain Caillet, donne « des éléments de son parcours biographique qu’on ne connaissait pas, sous réserve que les informations divulguées par l'EI soient exactes ». Selon eux, Belmokhtar s'est réfugié en Libye après l'intervention française au Mali et Al-Mourabitoune a été fondé à Derna. Dans cette ville, il aurait également pris part en juin 2015 aux combats contre l'État islamique au côté des forces du Conseil des moudjahidines, une alliance de groupes djihadistes proches d'Al-Qaïda,.
À la fin de l'année 2015, Mokhtar Belmokhtar se rapproche d'Al-Qaïda au Maghreb islamique qu'il avait quitté trois ans plus tôt. Le 4 décembre 2015, Abdelmalek Droukdel annonce officiellement le ralliement d'Al-Mourabitoune à AQMI,,.
Sur le terrain, son groupe des Mourabitounes se rend responsable de l'attentat de Bamako du 7 mars 2015, de l'attentat du Radisson Blu de Bamako du 20 novembre 2015, des attentats de Ouagadougou du 15 janvier 2016 et de l'attentat de Grand-Bassam le 13 mars 2016,,.
Le 20 novembre 2016, le service antiterroriste de l'est de la Libye annonce avoir arrêté une femme de Mokhtar Belmokhtar, Asma Keddoussi, une Tunisienne de Sidi Bouzid, à une centaine de kilomètres au sud de Derna, en Libye, alors qu'elle était venue dans cette ville pour accoucher. Elle aurait été arrêtée avec une autre femme, qui pourrait aussi être une épouse de Belmokhtar, et deux enfants, par la brigade de la Direction libyenne générale pour la lutte contre le terrorisme qui dépend du gouvernement de Tobrouk. Le chef de la brigade, Oussama Werchfani, affirme alors à RFI que selon l'aveu d'une des deux femmes, Belmokhtar disposerait d'un camp d'entraînement à Al Djoufrah, dans le sud de la Libye en lien avec les Brigades de défense de Benghazi dirigées par Ziad Balaam. Cependant un responsable d'AQMI dément et affirme à l'agence de presse mauritanienne Alakhbar que Belmokhtar n'a pas de femme tunisienne. De même, Olfa Keddoussi, la sœur d'Asma, affirme que cette dernière n'était pas enceinte, qu'elle a une fille de trois ans, et qu'elle est mariée à un autre homme nommé Mokhtar Ben Mokhtar Akouri, un djihadiste tunisien de la katiba Okba Ibn Nafaâ affiliée à AQMI, tué par une frappe aérienne à Al Djoufrah le 15 novembre 2016,.
Le 27 novembre 2016, un article du Wall Street Journal annonce que selon des « officiels américains », Belmokhtar aurait été tué plus tôt au cours du mois lors d'une frappe aérienne française menée au sud de la Libye. La nuit du 14 au 15 novembre, un drone de reconnaissance américain RQ-4B localise une réunion de chefs d'AQMI chez Abou Talha al-Libi, dans la localité d'al-Qarda al-Shati, à 70 kilomètres de Sebha. Deux Rafale français décollent alors de la base aérienne de Mont-de-Marsan et après plusieurs heures de vol, larguent trois bombes qui détruisent plusieurs maisons. Selon le Middle East Eye, Belmokhtar a survécu au raid et serait grièvement blessé selon les aveux d'un infirmier nigérien arrêté, qui aurait soigné le chef djihadiste avec un médecin de Ghadamès. Selon cet infirmier, Belmokhtar serait « immobilisé par une grave blessure au dos, des brûlures au deuxième degré, et une blessure au pied causé par un éclat de missile »,.
Le 1er mars 2017, les chefs djihadistes d'Ansar Dine, d'AQMI et des katibas Al-Mourabitoune et Macina annoncent dans une vidéo leur unification en une seule structure : le Groupe de soutien à l'islam et aux musulmans, dirigé par Iyad Ag Ghali, qui prête allégeance à Ayman al-Zawahiri, l'émir d'al-Qaïda ; à Abdelmalek Droukdel, l'émir d'AQMI ; et à Haibatullah Akhundzada, l'émir des talibans. Mokhtar Belmokhtar n'est pas présent sur la vidéo et est représenté par son adjoint, Abou Hassan al-Ansari,,.
Selon Vincent Nouzille dans son ouvrage "Les tueurs de la république", Mokhtar Belmokhtar est présumé mort depuis la fin novembre 2016 à la suite du bombardement français du 15 novembre. Il n'a depuis cette date plus donné signe de vie, revendiqué aucun attentat, n'a plus proféré de menaces. Aucun service occidental n'a revendiqué sa mort, mais le général de Villiers a déclaré en octobre 2014 que plusieurs proches de Belmokthar avaient été éliminés sur ordre de François Hollande (Abou Moghren Al-Tounsi, Fayçal Boussemane et le Mauritanien Al-Hassan Ould Al-Khalil, en 2013 ; Omar Ould Hamaha, Abou Bakr Al-Nasr, Ahmed Al-Tilemsi, en 2014), et que le dernier qui restait (Mokhtar Belmokhtar) était encore sur la liste.

## Condamnations
- En juin 2004, le tribunal d'Illizi a condamné, par contumace, Mokhtar Belmokhtar à la prison à vie pour notamment : « constitutions de groupes terroristes armés aux fins de semer la terreur (…), création d’un climat d’enlèvement (…), vol qualifié (…), détention d’armes prohibées et leur utilisation sans autorisation »[110]. Une récompense de 10 millions de dinars algériens est promise pour son arrestation[110].
- En mars 2007, le tribunal d'Alger l'a condamné à 20 ans de prison pour constitution de groupes terroristes, enlèvement d'étrangers, importation et trafic d'armes illicites[33],[111].
- En mars 2008, il est condamné à mort par le tribunal de Ghardaïa pour le meurtre, en février 2006, de treize douaniers[111].

## Famille
La deuxième épouse de Mokhtar Belmokhtar serait une Arabe Lamhar du Mali dont il aurait eu un fils.